# Wüstenrot & Württembergische
Die Wüstenrot & Württembergische AG (W&W) ist ein börsennotierter deutscher Finanzdienstleistungskonzern, der mehrheitlich der Wüstenrot Stiftung gehört. Das Unternehmen mit Sitz in Kornwestheim ging 1999 aus der Fusion von Wüstenrot und Württembergische hervor. Seit 2005 gehören auch die Karlsruher Versicherungen zur W&W-Gruppe.
Das Unternehmen ist schwerpunktmäßig in den Geschäftsfeldern Bausparkasse und Versicherung aktiv.

## Geschichte

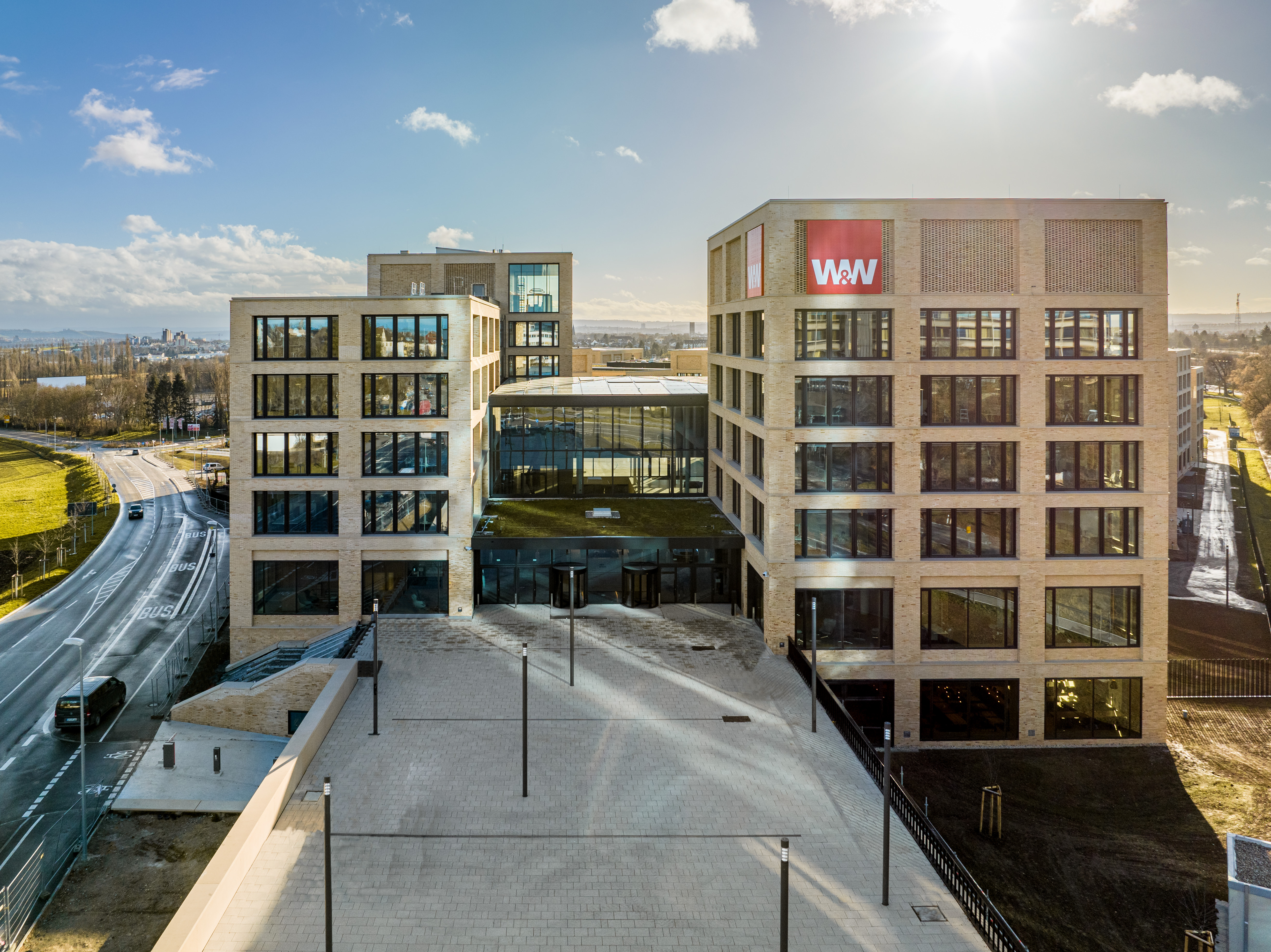
Der W&W-Campus in Kornwestheim ist seit 2023 Sitz der Gruppe.

Die Württembergische Versicherung wurde 1828 gegründet. Die Anfänge der Gemeinschaft der Freunde Wüstenrot (GdF), heute Wüstenrot Bausparkasse AG, gehen auf das Jahr 1921 zurück. Sie hat ihren Sitz in Ludwigsburg und ist die älteste Bausparkasse Deutschlands. Benannt wurde sie nach dem kleinen schwäbischen Dorf Wüstenrot, in dem die Bausparkasse gegründet wurde.
1999 fusionierte die Wüstenrot mit der Württembergischen. Durch die Fusion zur Wüstenrot & Württembergische entstand einer der zehn führenden Finanzdienstleister in Deutschland. Aus der Fusion gingen weitere Unternehmen hervor, darunter die 2002 gegründete W&W Informatik. Die Wüstenrot Lebensversicherung wurde im Jahr 2000 in die Württembergische Lebensversicherung integriert.
Im Jahr 2001 fusionierte die Wüstenrot Bausparkasse mit der Leonberger Bausparkasse zur drittgrößten privaten Bausparkasse in Deutschland. Im Jahr 2002 verschmolz die Allgemeinen Rentenanstalt Lebensversicherung (ARA), in der das fondsgebundene Geschäft gebündelt war, auf die Württembergische Lebensversicherung.  2003 erfolgten die Übertragung des Wertpapiermanagements der Versicherungen auf die W&W Asset Management und die Aufgabe des externen Rückversicherungsgeschäfts der Wüstenrot & Württembergische sowie die Gründung der Wüstenrot hypotečni banka in Prag.
Im Jahr 2005 fusionierten die Wüstenrot Bank und Wüstenrot Hypothekenbank zur Wüstenrot Bank AG Pfandbriefbank mit Sitz in Ludwigsburg. Sie ist eine der ersten Universalbanken mit Pfandbrieflizenz nach neuem Recht. Im gleichen Jahr erwarb die Wüstenrot & Württembergische die Karlsruher Versicherungsgruppe. 2006 startete ein Modernisierungskurs unter dem neuen Vorsitzenden des Vorstandes Alexander Erdland, nachdem es zuvor zu bilanziellen Unregelmäßigkeiten und zu Marktanteilsverlusten gekommen war (Jahresabschlüsse 2004 und 2005).
Seit 2008 tritt die W&W-Gruppe mit einem neu entwickelten, einheitlichen Erscheinungsbild für beide Traditionsmarken auf.
Die Wüstenrot & Württembergische beschloss Mitte Juli 2009, das Grundkapital mit neuen Bezugsrechten für 5.749.538 neue Aktien um rund 30 Millionen Euro zu erhöhen. Das Grundkapital der Gesellschaft erhöhte sich damit auf 481.067.777,39 Euro, eingeteilt in 91.992.622 Stück nennwertlose Namensaktien. Seit 9. September 1999 wird die Aktie an der Börse gehandelt.
Am 13. April 2010 wurde bekannt gegeben, dass der Finanzkonzern W&W über seine Tochter Wüstenrot Bausparkasse die Allianz Dresdner Bauspar übernehmen wird. Im September 2010 wurde sie auf die Wüstenrot Bausparkasse verschmolzen. Ab dem 21. März 2016 war das Unternehmen im SDAX notiert. Zum 21. Dezember 2020 schied die Aktie wieder aus dem SDAX aus. Ab dem 20. März 2023 war die W&W AG wieder im SDAX notiert.
Am 3. April 2018 wurde bekannt, dass die Tochtergesellschaft Wüstenrot Bank an die Bremer Kreditbank verkauft wird. Im Juni 2024 verließ W&W den SDAX wieder
Seit dem 1. September 2022 ist Michael Gutjahr Aufsichtsratsvorsitzender der W&W AG. Er folgt damit Hans Dietmar Sauer, der diesen Position seit 2005 innehatte. Zum  28. November 2024 wird W&W erneut in den SDAX aufgenommen.

### W&W-Campus
Mit dem Bau eines neuen W&W-Campus am Standort Kornwestheim hat die Wüstenrot & Württembergische AG seit 2015 rund 500 Millionen Euro in die Zukunft der Unternehmensgruppe investiert. Geplant vom Berliner Architektenbüro O&O Baukunst, wird der Campus die einzelnen Konzernteile räumlich zusammenführen. Seit Februar 2023 bildet der W&W-Campus das neue Zentrum des Konzerns. Der Neubau, aufgeteilt auf 14 Häuser, bietet rund 4.000 Schreibtischarbeitsplätze in den Büromodulen. Durch Desksharing und mobiles Arbeiten sowie weitere Arbeitsmöglichkeiten, etwa Think Tanks und Rückzugsräume oder Flächen in der alle Häuser verbindenden Passage, gibt es im Campus Platz für rund 6.000 Innendienst-Mitarbeiterinnen und Mitarbeiter der W&W-Gruppe.
Bei Planung und Realisierung wurde auch die Frage nach der Nachhaltigkeit bedacht, so ist der 1. Bauabschnitt durch die Gesellschaft für Nachhaltiges Bauen zertifiziert worden und das Betriebsrestaurant mit dem EU-Siegel „GreenCanteen“ ausgezeichnet.

## Konzernstruktur
Unter dem gemeinsamen Dach der Wüstenrot & Württembergische AG haben sich Unternehmen zu einem Finanzdienstleistungsverbund zusammengeschlossen. Im Rahmen eines umfassenden Modernisierungsprogramms positioniert sich die W&W-Gruppe als Vorsorge-Spezialist für Vermögensbildung, Wohneigentum, Absicherung und Risikoschutz.
Das Geschäftsfeld BausparBank besteht aus der Wüstenrot Bausparkasse AG.
Das Geschäftsfeld Versicherung besteht aus der Württembergische Versicherung AG, der Württembergische Lebensversicherung, der Allgemeinen Rentenanstalt Pensionskasse, der Karlsruher Versicherungen und der Württembergische Krankenversicherung.
Service-Funktionen für den Konzern nehmen u. a. die W&W Asset Management GmbH, die W&W Informatik GmbH und die W&W Service GmbH ein.
Die Aktien der Gesellschaft sind an den Wertpapierbörsen in Stuttgart und Frankfurt am Main im amtlichen Markt sowie in Xetra notiert. Ein Teil der Aktien in Höhe von um die 10 Prozent wird von der Horus Finanzholding gehalten, über 20 % des Grundkapitals befinden sich im Streubesitz. Seit August 2016 hält die gemeinnützige Wüstenrot Stiftung e. V. ihre mittelbare Beteiligung an der W&W AG in Höhe von 66,31 % in zwei Holding-Gesellschaften statt bislang in einer. Die Wüstenrot Holding AG hält 38,91 % und die neu gegründete WS Holding AG 26,40 % der Anteile.

### Wüstenrot
Unter diesem Namen werden von der Wüstenrot Bausparkasse Produkte im Geschäftsfeld BausparBank angeboten.

### Württembergische
Unter diesem Namen werden Produkte im Geschäftsfeld Versicherungen angeboten.
Die Gesellschaften des Geschäftsfelds Versicherungen sind:
- Württembergische Versicherung (Sachversicherung)
- Württembergische Lebensversicherung (Lebens- und Rentenversicherungen)
- Württembergische Krankenversicherung (Private Krankenversicherung nebst Ergänzungstarifen)
- Allgemeine Rentenanstalt Pensionskasse (Betriebliche Altersversorgung für Dritte)

### Adam Riese
Im Zuge der konzerneigenen Digitalisierungsstrategie wurde 2017 eine Digitalmarke für den Versicherungsbereich entwickelt. Nach 10 Monaten Entwicklungszeit kam Adam Riese am 26. Oktober 2017 auf den Markt. Angelehnt an den Vater des modernen Rechnens Adam Riese, wurde der Markenname gewählt, um die Unternehmensphilosophie „Nur das, was zählt“ zu verdeutlichen.

### Service- und Zentralfunktionen
- Die W&W brandpool GmbH wurde im Mai 2018 als eigenständige Gesellschaft gegründet. Die Tochtergesellschaft treibt den Aufbau neuer Produkte und Services voran und koordiniert ihn gruppenintern.[19]
- Die W&W Interaction Solutions GmbH entwickelt und gestaltet Kundeninteraktions- und Data-Analytics-Lösungen. Dazu gehören zum Beispiel Portale oder Apps für Kooperationspartner in der Finanzdienstleistungsbranche.[20]
- Die W&W Informatik GmbH ist der konzerneigene IT-Dienstleister. Über 800 Mitarbeiterinnen und Mitarbeitern entwickeln, integrieren und betreiben hier die IT-Anwendungen innerhalb der W&W-Gruppe.[21]
- Die W&W Service GmbH ist zentraler Service-Dienstleister der W&W-Gruppe. Sie ist verantwortlich für den Dokumenten-, Daten- und Druckservice, die Einkaufs- und Mobilitätsleistungen, die Gebäudeservices sowie das Veranstaltungsmanagement und die Konzerngastronomie.[22]
- Die W&W Asset Management GmbH verantwortet, steuert und bündelt konzernweit den Investment- und Wertpapierbereich.[23]

## Vorstandsvorsitzende
- 2006–2016: Alexander Erdland
- seit 2017: Jürgen Albert Junker

## Produkte
In den zwei Geschäftsfeldern BausparBank und Versicherung ist die W&W in den Bereichen Vermögensbildung, Absicherung, Wohneigentum und Risikoschutz aktiv. Die Produktpalette umfasst unter anderem Bausparverträge, Baufinanzierungen, Girokonten, Tagesgeldkonten, Spar- und Anlageprodukte im Geschäftsfeld BausparBank und alle gängigen Versicherungsprodukte, wie Sachversicherungen (Kraftfahrtversicherung, Hausrat- und Wohngebäudeversicherung, Haftpflichtversicherungen, Rechtsschutzversicherungen u. a.), Renten- und Lebensversicherungen (klassisch und fondsgebunden), Berufsunfähigkeitsversicherungen, Krankenversicherungen und alle Durchführungswege der betrieblichen Altersversorgung.
Die Wüstenrot & Württembergische ist mit insgesamt mehr als 2000 Wüstenrot Service-Centern und Außenbüros der Württembergischen bundesweit präsent.